# Verticilo
Se denomina verticilo (del latín verticillum, 'tortera') a la disposición de tres o más órganos de una planta, como hojas, flores (pétalos, sépalos, estambres o carpelos), que brotan de un mismo nudo del tallo.

Disposición en solo 4 verticilos

Receptáculo en color verde claro (en ambos diagramas)

Las plantas con hojas verticiladas mantienen esta disposición durante toda su vida; se dan en especies con entrenudos cortos, como en Aloysia citriodora, Nerium oleander, Brabejum stellatifolium y el género Banksia (ambos de la familia Proteaceae) y miembros de las rubiáceas.
Los órganos que forman la flor de la mayoría de angiospermas también presentan organización verticilada (también llamada cíclica). Según el número de verticilos las flores pueden ser tetracíclicas (4) o pentacíclicas (5); y dependiendo del número de piezas contenido en cada verticilo se denominan dímeras (2 piezas), trímeras (3 piezas), tetrámeras (4 piezas), pentámeras (5 piezas). Cuando solo hay una pieza dispuesta en cada nudo la flor se llama "espiralada" o "acíclica".

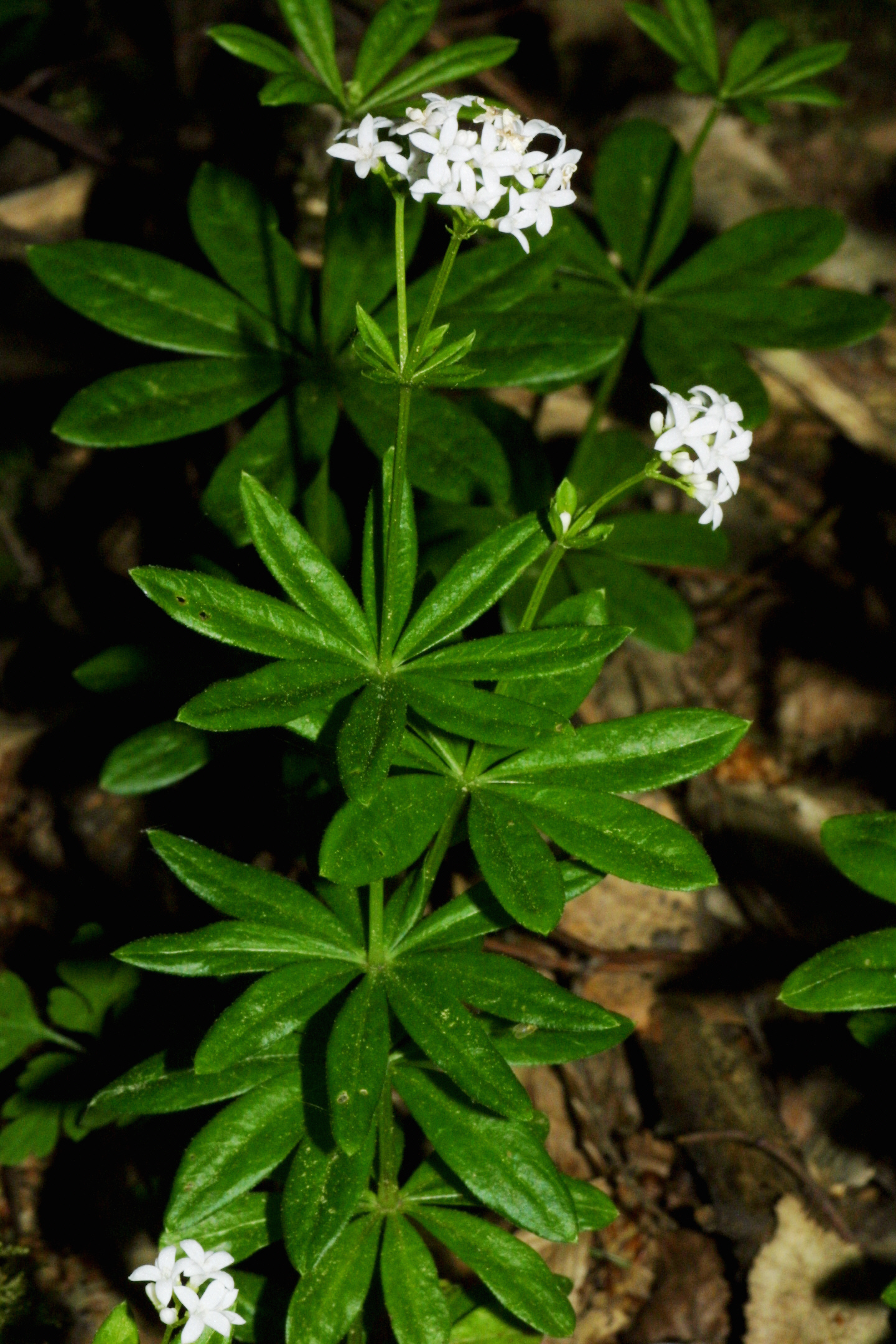
Hojas verticiladas en Galium odoratum
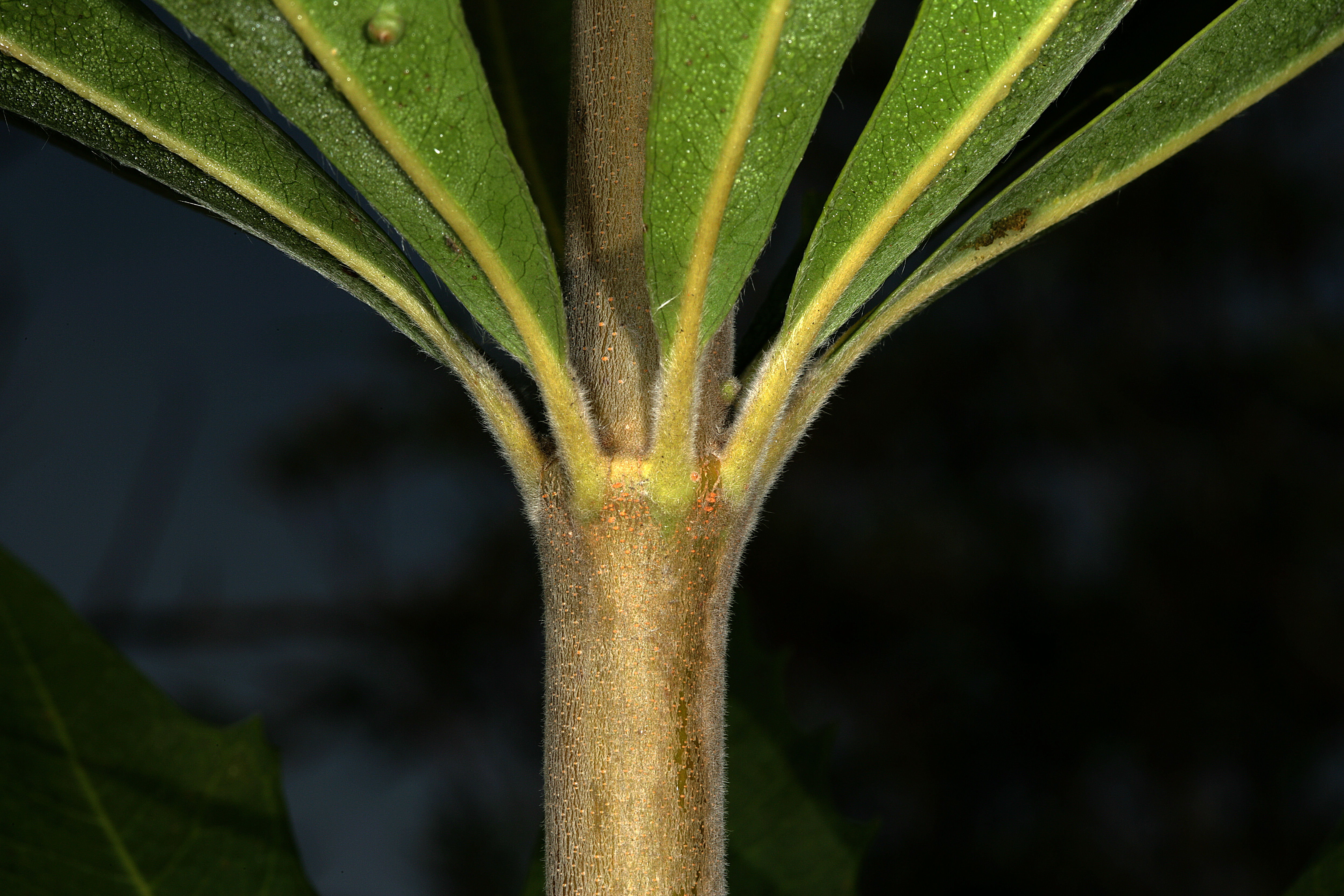
Brabejum stellatifolium
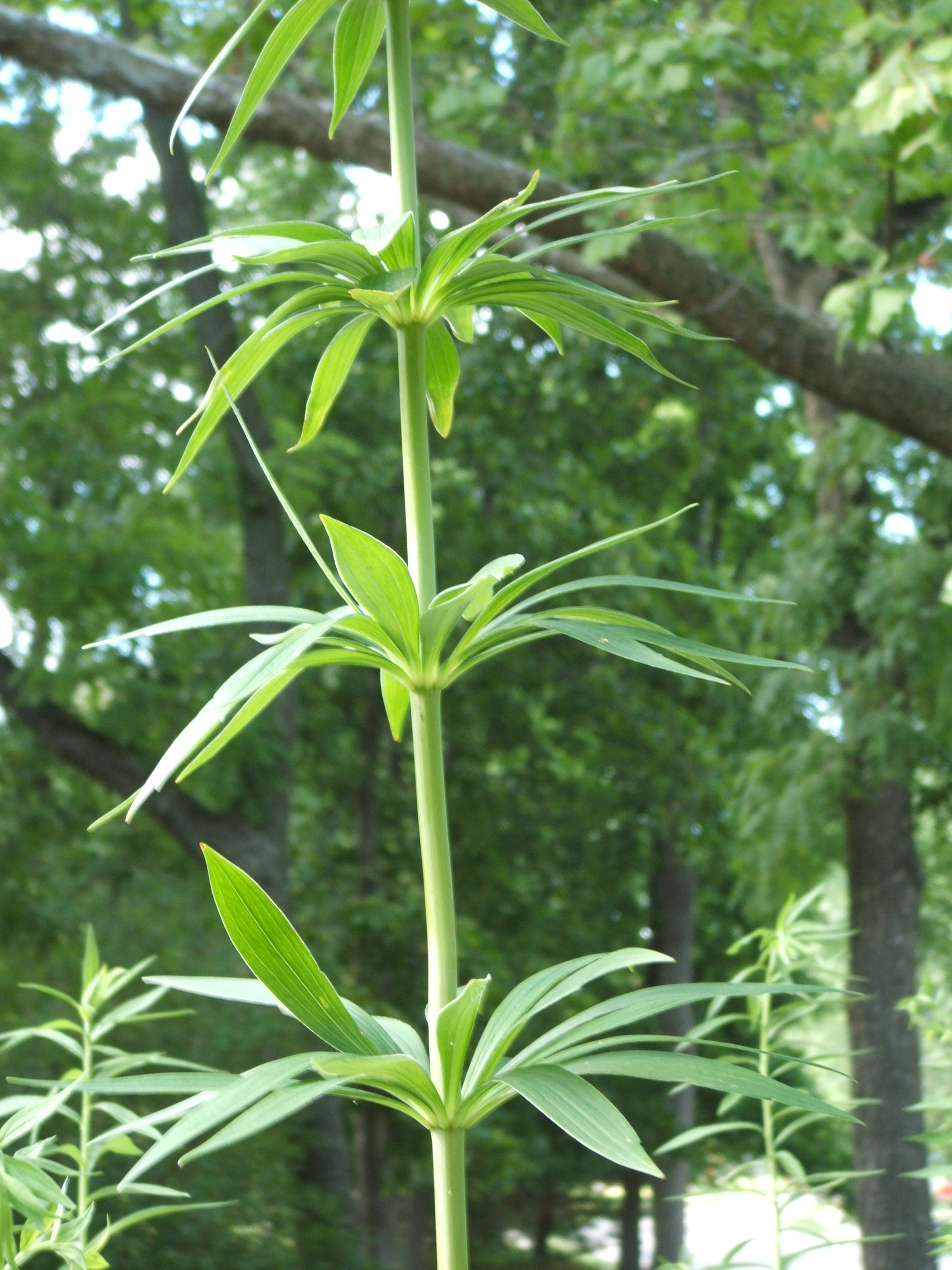
Lilium michiganense
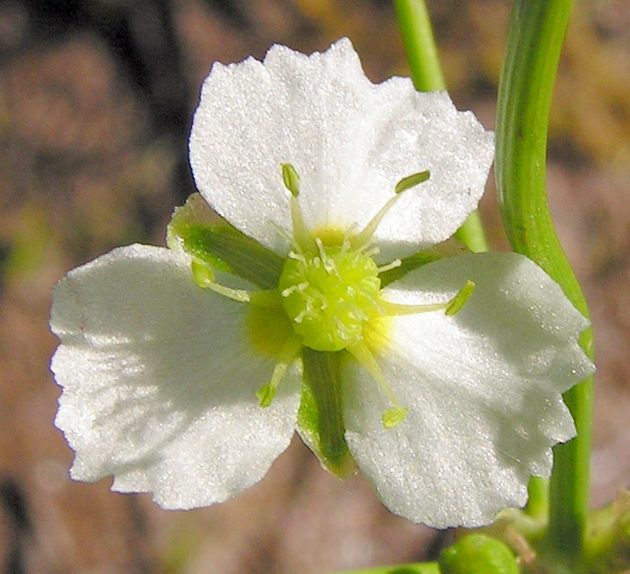
Flor de perianto verticilado (Alisma plantago-aquatica), 3 sépalos en el primer verticilo, 3 pétalos en el segundo verticilo (tetrámera), piezas de uno y otro verticilo alternadas